# Општина Илиџа
Општина Илиџа је једна од девет општина кантона Сарајево. Покрива површину од 143,4 km². Сједиште општине је у насељу Илиџа.

## Географија
Општина Илиџа је једна од девет општина кантона Сарајево и обухвата његово југозападно подручје. Илиџа се налази на 499 m надморске висине, а највиша тачка територије општине је Црни врх са 1.504 m надморске висине. Простире се у самом подножју планине Игман. Лоцирана је на централном дијелу важног природног магистралног правца који иде долином ријеке Босне и Неретве, спајајући се, на сјеверу, са средњом Европом, и на југу, излазећи на Јадранско море. Илиџа спада у умјерене субалпске области.
Кроз насеље Илиџа пролази ријека Жељезница, а у склопу општине налази се и извор ријеке Босне, популарно излетиште Врело Босне.
Име Илиџа потиче од старе турске ријечи илаџ — што изворно значи и означава мјесто које је здраво, које нуди, даје и осигурава здравље, место које лијечи и на којем свако може наћи лијек.
До 1992. године површина територије општине била је 169,5 km². Дејтонским споразумом мањи дио територије је остао у Републици Српској, тако да сада подручје општине обухвата површину од 143,4 km², односно 84,6% пријератне површине.

## Становништво
По последњем службеном попису становништва из 1991. године, општина Илиџа (једна од градских општина града Сарајева) је имала 67.937 становника, распоређених у 14 насељених места.
| Националност       | 1991.           | 1981.           | 1971.           |
| Муслимани          | 29.337 (43,18%) | 18.738 (32,73%) | 12.462 (31,58%) |
| Срби               | 25.029 (36,84%) | 22.246 (38,86%) | 18.627 (47,21%) |
| Хрвати             | 6.934 (10,20%)  | 6.880 (12,01%)  | 6.446 (16,33%)  |
| Југословени        | 5.181 (7,62%)   | 7.593 (13,26%)  | 954 (2,41%)     |
| остали и непознато | 1.456 (2,14%)   | 1.786 (3,12%)   | 963 (2,44%)     |
| Укупно             | 67.937          | 57.243          | 39.452          |

### Напомена
1. ↑  За садашњи статус Муслимана види чланак Муслимани.

## Насељена мјеста
Послије потписивања Дејтонског споразума већи дио општине Илиџа ушао је у састав Федерације БиХ. У састав Републике Српске ушла су насељена мјеста: Горње Младице и Касиндо, те дијелови насељених мјеста: Крупац и Сарајево дио — Илиџа. Од овог подручја формирана је општина Источна Илиџа.
Данас у општини живи око 67.000 становника распоређених у 16 мјесних заједница: Блажуј, Бутмир, Врело Босне, Вреоца, Доњи Которац, Илиџа центар, Лужани, Осјек, Отес, Раковица, Соколовић колонија, Ступ, Ступ II, Ступско брдо, Храсница I и II.